# Рафик Харири
Рафик Баха ел Дин ал Харири (арап. رفيق بهاء الدين الحريري‎; Сидон, 1. новембар 1944 — Бејрут, 14. фебруар 2005) је био либански предузетник и премијер Либана од 1992. до 1998. и поново од 2000. до своје оставке 2004. Био је на челу пет влада за ово време. Харири је доминирао послератни политичким и пословним животом у Либану, и често му се приписују заслуге за обнову главног града Бејрута после петнаестогодишњег грађанског рата.
Харири је убијен 14. фебруара 2005. када је детонирана бомба када је његова колона аутомобила пролазила поред хотела Сент Џорџ у Бејруту. За убиство су оптужени наводне присталице Хезболаха, али су други повезивали убиство са сиријском владом.
Хариријево убиство је било катализатор за драматичне политичке промене у Либану. Масовни протести током Кедарске револуције довели су до повлачења сиријске војске и полиције из Либана и до промена у влади.